# Thorbjørn Thorsen Ludvigsen
Thorbjørn Thorsen Ludvigsen, né le 10 octobre 1988, est un coureur de fond norvégien spécialisé en course en montagne et skyrunning. Spécialiste de kilomètre vertical, il a remporté la médaille d'argent aux championnats du monde de skyrunning 2018 et la médaille de bronze aux championnats d'Europe de skyrunning 2015. Il est également double champion de Norvège de course en montagne.

## Biographie
Peu sportif et en surpoids durant son enfance, sa mère le force à faire du sport pour sa santé et il commence le football. Il abandonne après trois ans, ce sport ne lui convenant pas et lui causant des blessures aux genoux. Son médecin lui conseille de se mettre au vélo et il y prend goût. À 15 ans, il participe à sa première compétition, la course Bergen-Voss. Piqué au jeu de la compétition, il s'entraîne assidûment en parallèle de son apprentissage de charpentier mais néglige sa vie sociale. Pour le sortir de sa routine, une amie, qui deviendra sa femme par la suite, lui propose de randonner les sept montagnes de Bergen. Cette expérience est pour lui un déclic d'essayer d'autres sports, la course en montagne notamment où il obtient tout de suite du succès en remportant la montée du Stoltzekleiven en 2010,.
Ayant relativement peu d'expérience sur les longues distances en trail, ses excellents résultats pour ses débuts en course montagne lui valent d'être sélectionné dans l'équipe nationale pour les championnats du monde de trail 2011 dans le Connemara. Il ne déçoit pas pour ses débuts et termine meilleur Norvégien au pied du podium. Il décroche la médaille de bronze par équipes. Malgré ce bon résultat, il ne prend pas goût aux longues distances et préfère se concentrer sur les épreuves plus courtes de course en montagne et de skyrunning.
Le 11 août 2012, il termine deuxième de la montée du Nuten derrière le champion du monde Jonathan Wyatt. L'épreuve comptant comme championnats de Norvège de course en montagne, Thorbjørn décroche le titre.
Il défend avec succès son titre en s'imposant à la montée du Storehorsen devant Stian Hovind-Angermund. Il se révèle sur la scène internationale du skyrunning en terminant deuxième du Vertical Grèste de la Mughéra derrière le vétéran Urban Zemmer qui établit un nouveau record du parcours puis en terminant neuvième de la Limone Extreme SkyRace le lendemain.
Son compatriote Eirik Hausgnes lui suggère d'essayer la course d'escaliers de l'Empire State Building. Il présente sa candidature en 2013 mais elle lui est refusée. Il s'inscrit alors pour une association caritative et peut ainsi participer à la course populaire. Il effectue la course en 10 min 39 s, le deuxième meilleur temps absolu derrière le vainqueur élite Mark Bourne. Cette performance lui vaut une invitation pour la course élite en 2014. Il saisit sa chance et remporte la victoire en 10 min 6 s.
Le 26 juin 2015, il remporte la médaille de bronze du kilomètre vertical des championnats d'Europe de skyrunning derrière son compatriote Stian Angermund-Vik. L'épreuve se déroulant sur le kilomètre vertical du Mont-Blanc, il prend également le départ du marathon deux jours après et se classe cinquième.
Le 13 septembre 2018, il prend le départ du Mamores VK, épreuve des championnats du monde de skyrunning. Tandis que le Suisse Rémi Bonnet s'adjuge le titre avec un nouveau record du parcours, Thorbjørn décroche la deuxième place pour une seconde devant Stian Angermund-Vik.

## Palmarès
| no  | masculin           | Course                                                   | Longueur | Départ            | Temps           |
| --- | ------------------ | -------------------------------------------------------- | -------- | ----------------- | --------------- |
| 4e  | 4e                 | Championnats du monde de trail                           | 70 km    | 9 juillet 2011    | 6 h 49 min 55 s |
| 2e  | Médaille d'or      | Championnats de Norvège de course en montagne            | 3,7 km   | 11 août 2012      | 36 min 10 s     |
| 3e  | Médaille de bronze | Montée du Skåla                                          | 8,2 km   | 18 août 2012      | 1 h 13 min 10 s |
| 1re | Médaille d'or      | Championnats de Norvège de course en montagne            | 11 km    | 29 juin 2013      | 1 h 6 min 16 s  |
| 3e  | Médaille de bronze | Montée du Skåla                                          | 8,2 km   | 17 août 2013      | 1 h 11 min 55 s |
| 2e  | Médaille d'argent  | Vertical Grèste de la Mughéra                            | 3,7 km   | 11 octobre 2013   | 1 h 37 min 34 s |
| 6e  | 6e                 | Three Peaks Race                                         | 37,4 km  | 26 avril 2014     | 3 h 6 min 9 s   |
| 6e  | 6e                 | Championnats du monde de skyrunning - Kilomètre vertical | 3,8 km   | 27 juin 2014      | 36 min 17 s     |
| 3e  | Médaille de bronze | Giir di Mont                                             | 32 km    | 27 juillet 2014   | 3 h 21 min 44 s |
| 3e  | Médaille de bronze | Championnats d'Europe de skyrunning - Kilomètre vertical | 3,8 km   | 26 juin 2015      | 35 min 5 s      |
| 5e  | 5e                 | Marathon du Mont-Blanc                                   | 32 km    | 28 juin 2015      | 4 h 5 min 42 s  |
| 2e  | Médaille d'argent  | Championnats du monde de skyrunning - Kilomètre vertical | 5 km     | 13 septembre 2018 | 41 min 49 s     |
| 1re | Médaille d'or      | Montée du Skåla                                          | 8,2 km   | 15 août 2021      | 1 h 12 min 29 s |
| 3e  | Médaille de bronze | Montée du Skåla                                          | 8,2 km   | 13 août 2022      | 1 h 11 min 58 s |